# Bernard Howard Lavenda
Bernard Howard Lavenda (New York, 18 settembre 1945) è un fisico statunitense naturalizzato italiano.

## Biografia
Nato a New York, si è diplomato (BSc) in chimica all'Università di Clark nel 1966, quindi laureato (MSc) in chimica fisica all'Istituto Weizmann nel 1967 e specializzato (PhD) all'Università Libera di Bruxelles nel 1970.
Dopo aver lavorato alla Hebrew University di Gerusalemme come borsista di ricerca, si è trasferito definitivamente in Italia nel 1972, dove ha iniziato a insegnare chimica statistica all'Università di Pisa, stabilendo al contempo un'attività di collaborazione alla ricerca e di consulenza per varie società del gruppo Eni. Dal 1975 al 1980 ha insegnato presso la Facoltà di Scienze dell'Università di Napoli, per poi trasferirsi, come ordinario di chimica fisica, all'Università di Camerino, dove ha concluso la sua carriera accademica. 
Acquisita la nazionalità italiana, nei vari anni di insegnamento e di ricerca ha pubblicato diversi libri e più di 135 articoli in riviste scientifiche italiane e internazionali, tra cui Scientific American, Nuovo Cimento, Physical Review, Foundations of Physics, Physics Letters, Le Scienze, Gazzetta Chimica Italiana, Naturwissenschaften.
Si è occupato, in particolare, di meccanica statistica, meccanica quantistica e termodinamica dei processi irreversibili, trattando, fra gli altri, di argomenti riguardanti il moto browniano e i fondamenti statistici della termodinamica; ha anche svolto studi sull'applicazione delle geometrie non euclidee in relatività. 
Nel 2009 ha ricevuto il Telesio-Galilei Academy Award.
Attualmente vive a Trevignano Romano.

## Opere
Edizioni originali
- Thermodynamics of irreversible processes, Macmillan Publishers, 1978, London, (1993, 2nd edition by Dover Publications)
- Nonequilibrium statistical thermodynamics, John Wiley & Sons, Chichester, 1985, ISBN 0471906700
- Statistical physics. A probabilistic approach, John Wiley & Sons, New York, 1991, ISBN 0471546070 (Russian translation by Mir, Moscow, 1999, ISBN 5-03-003211-8)
- Thermodynamics of extremes, Albion, Chichester, 1995, ISBN 1898563241
- A New Perspective on Thermodynamics, Springer, New York, 2009, ISBN 978-1-4419-1429-3
- A New Perspective on Relativity. An Odyssey in Noneuclidean Spaces, World Scientific, New Jersey, 2012

Edizioni italiane
- Termodinamica dei processi irreversibili, traduzione di Andrea Nigro, Liguori editore, Napoli, 1980, ISBN 978-88-207-0952-5
- Introduzione alla fisica atomica e statistica (con Enrico Santamato), Liguori editore, Napoli, 1989, ISBN 88-207-1006-4